# Ikonografisches Heiligenattribut

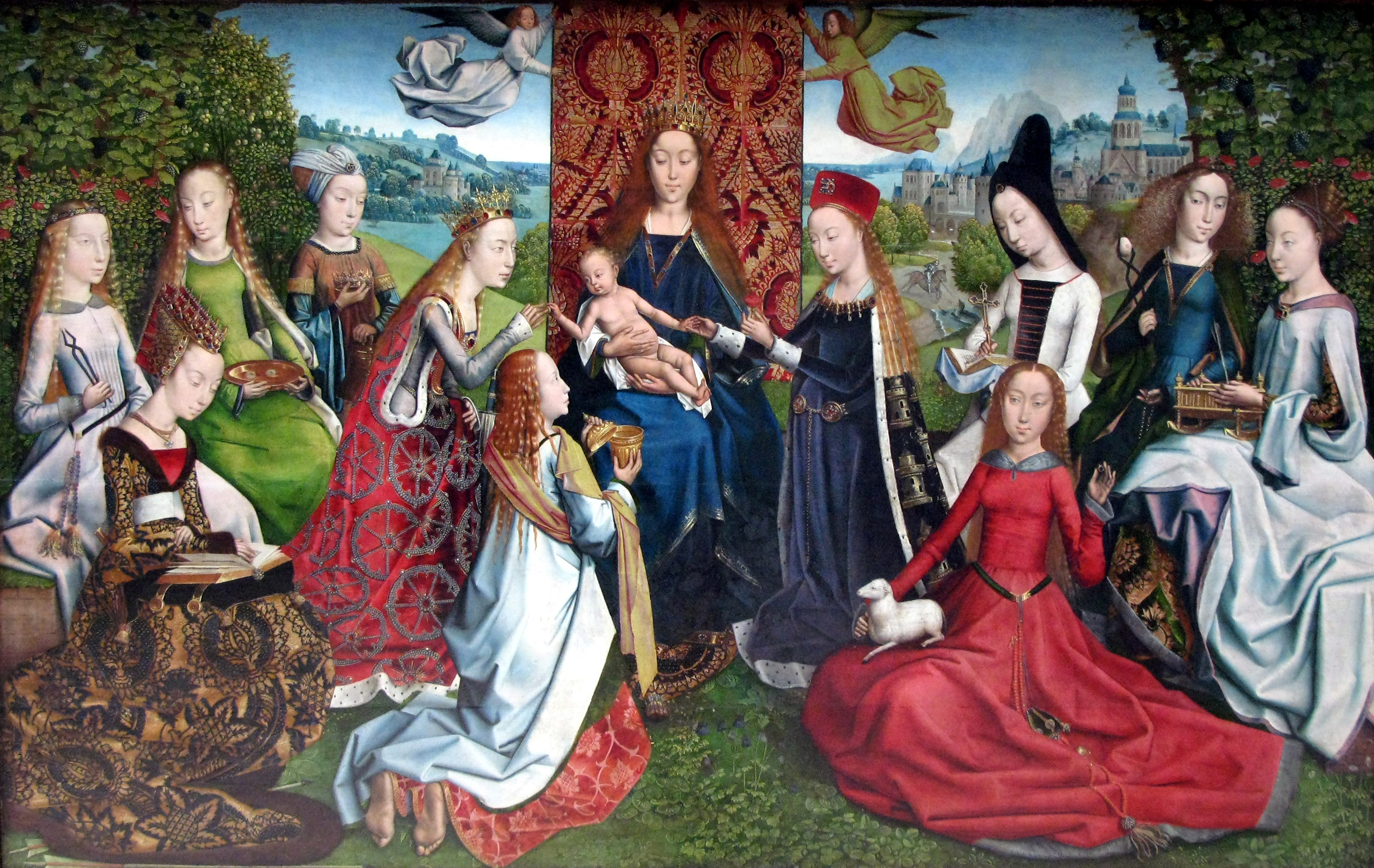
Virgo inter virgines, Ende des 15. Jahrhunderts. Die Jungfrau Maria umgeben von anderen heiligen Jungfrauen (darunter Agatha, Lucia, Agnes, Katharina, Barbara, Apollonia und Cäcilia, erkennbar an ihren Attributen)

Ikonografische Heiligenattribute oder Attribute der Heiligen sind im Christentum kennzeichnendes Beiwerk, mit denen bildliche Darstellungen von Heiligen versehen wurden, um diese kenntlich zu machen oder die Art ihres Martyriums zu verdeutlichen. Es kann sich um Kleidung, Gegenstände oder begleitende Lebewesen handeln. Ausführungen über die Heiligenattribute werden dem Fachgebiet der Ikonografie zugerechnet.
Diese Attribute gehen meist auf Überlieferungen oder Schriften des Christentums zurück, auch auf antike Erzählungen, die Eingang in den christlichen Bilderkanon fanden. Hauptquellen sind dabei  neben der Bibel das Martyrologium Romanum, die Legenda Aurea des Jakob de Voragine oder der Physiologus. Die Attribute sollen es erlauben, ein Bildnis oder eine Statue eines Heiligen zu identifizieren, ohne dass dessen Name explizit daneben stehen muss. Im Mittelalter konnten so auch Personen die Heiligen erkennen, die des Lesens nicht kundig waren. 
Die folgenden Listen beziehen sich vor allem auf die Heiligenmalerei. Die Ikonen der Ostkirchen haben eine eigene Tradition an Heiligenattributen, die zuweilen von der der lateinischen Kirche abweicht.

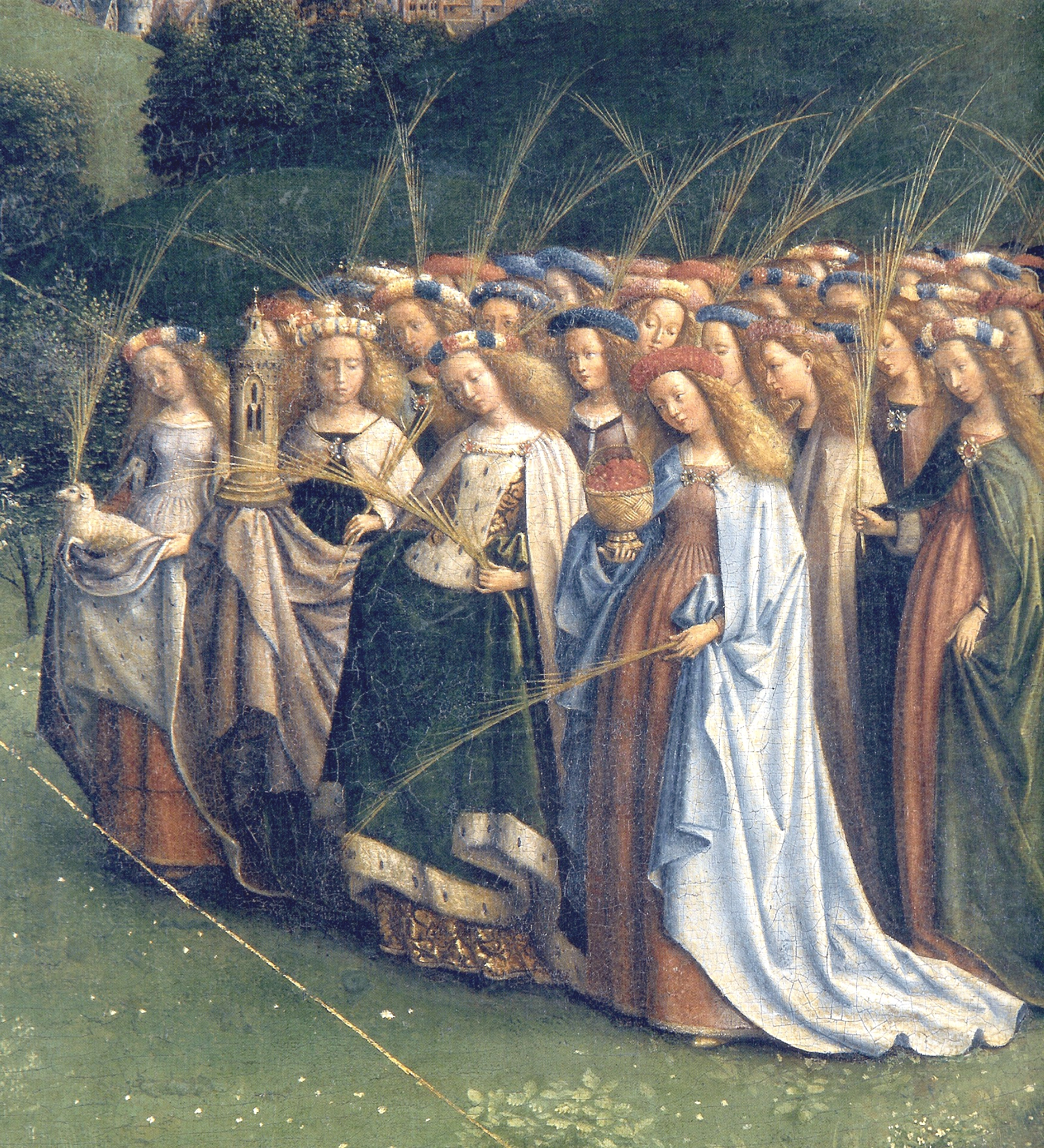
Genter Altar von Jan van Eyck: Die heiligen Jungfrauen und Märtyrinnen kommen zur Anbetung des Lammes

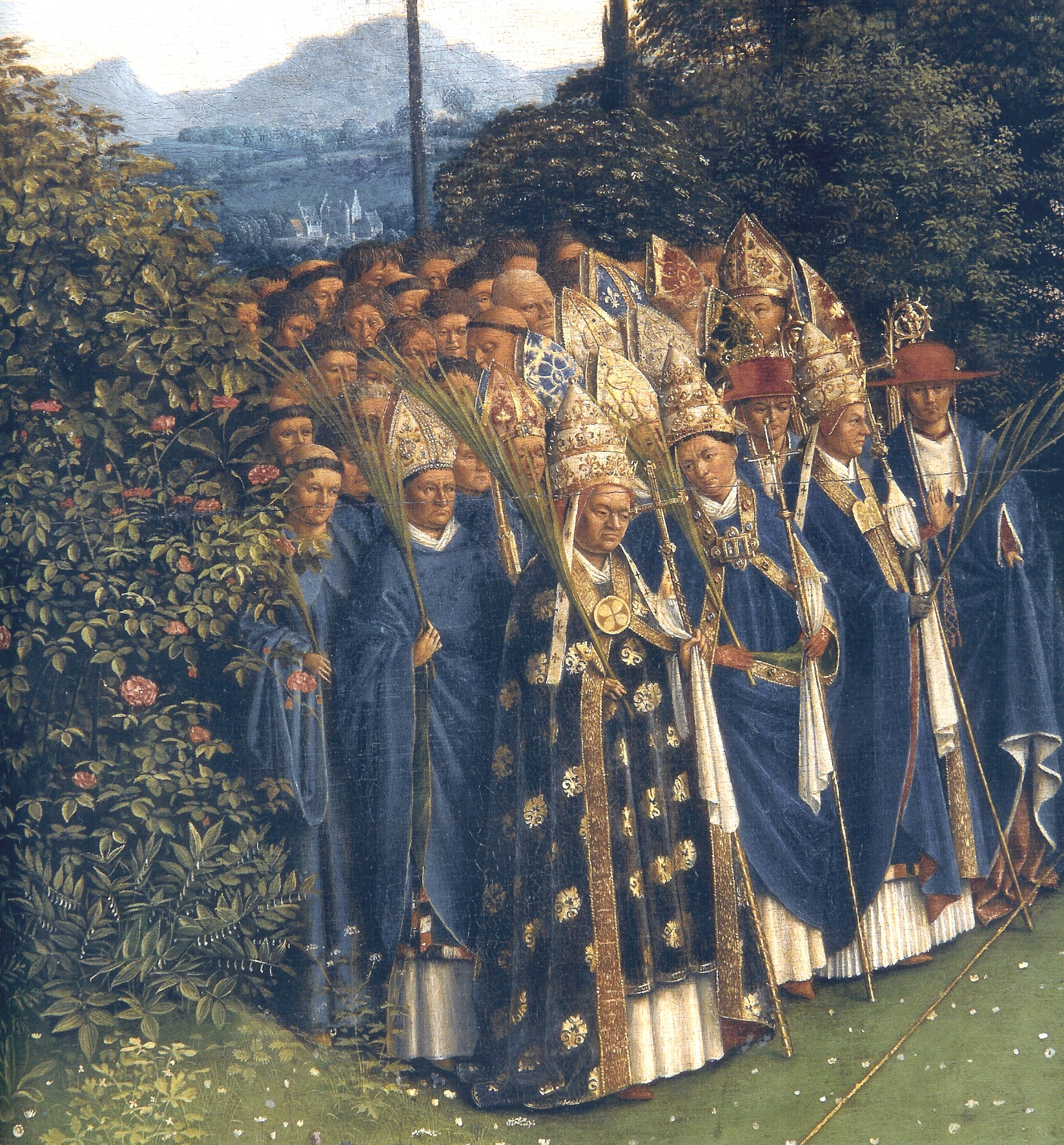
Heilige Kleriker (Genter Altar)

## Allgemeine Attribute
- Abtsstab: seit 1500 in S-Form endend, bei allen heiligen Äbten und Äbtissinnen
- Bischofsstab: mit einfacher Krümme endend, und Mitra bei heiligen Bischöfen
- Banner: bei allen fürstlichen oder ritterlichen Heiligen, auch bei der Darstellung der Ecclesia
- Buch: Symbol des Neuen Testaments
- Buchrolle: Propheten des Alten Testaments
- Drache: unter den Füßen bedeutet er den Sieg über das Böse
- Engel
- Habit: Zeichen für Ordensleute
- Heiligenschein
- Kelch: bei Priestern
- Kirchenmodell: Stifter von Kirchen oder Abteien
- Kranz aus Rosen, weiße Rosen: Attribut der gottgeweihten Jungfrauen
- Kreuz: bei Bekennern, besonders bei gottgeweihten Menschen, lebensgroßes Kreuz: hl. Helena
- Krone: bedeutet fürstliche Abkunft oder himmlischen Lohn, besonders bei jungfräulichen Märtyrinnen
- Lanze: bei heiligen Soldaten; die Lanze wird aber auch als eines der Leidenswerkzeuge dargestellt
- Mantel: kennzeichnet die Apostel
- Lilie: Jungfrauen, allgemein der Jungfräulichkeit, auch bei männlichen Heiligen
- Mitra: Bischöfe und Äbte
- Muschel: Die Jakobsmuschel der Compostela-Pilger
- Palmzweig: bedeutet den Sieg über Welt und Fleisch durch das Martyrium
- Pilgerstab, -tasche, Pilgerhut: bei allen Wallfahrern
- Reichsapfel: bei heiligen Königen
- Rosenkranz: bedeutet besondere Marienverehrung
- Schwert: Attribut des Martyriums, vor allem durch Enthauptung
- Tiara: heilige Päpste
- Totenschädel: steht für ein asketisches, weltabgewandtes Leben
- Zepter: bei heiligen Kaisern und Königen

## Attribute einzelner Heiliger
- Adler: Johannes Evangelista
- Ähren (drei Ähren): Walburga[1]
- Allerheiligstes: Tarzisius

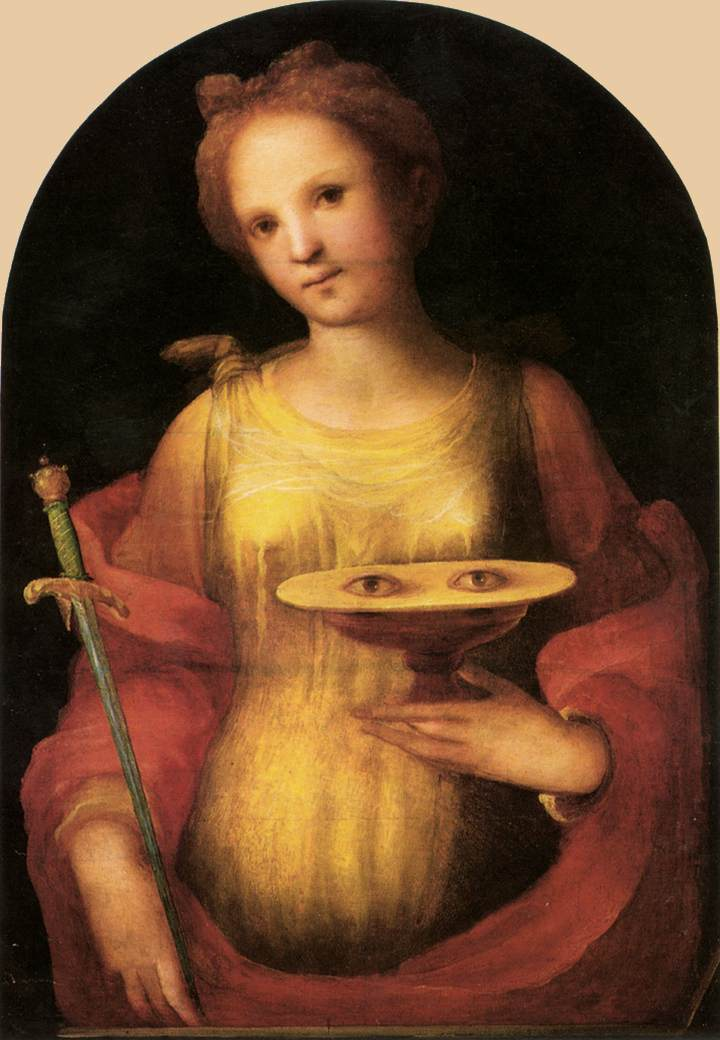
Lucia mit Augen in einer Schale

Korbiniansbär

Andreaskreuz

- Altar, zerbrochen: Victor von Mailand
- Anker: Clemens von Rom, Philomena von Rom, mit Stadt darin: Rosa von Lima
- Antoniuskreuz: Antonius der Große
- Apfel: Eva, Nikolaus
- Augen auf einer Schale liegend: Odilia, Lucia von Syrakus
- Augen auf einem Buch: Odilia von Köln, Odilia
- Andreaskreuz: Apostel Andreas
- Axt: Olav von Norwegen
- Bär: Gallus, Korbinian, Kolumba von Sens, Lukan von Säben
- Baum: Afra von Augsburg
- Becken mit Wasser: Florian[2]
- Beil: Matthäus, Matthias, Wolfgang von Regensburg, Simon Zelotes, im Schädel steckend: Petrus Martyr
- Beil im Dach einer Kirche: Wolfgang von Regensburg
- Beil und Rosenkranz: Trudpert
- Bergbauwerkzeuge: Barbara von Nikomedien
- Besen: Petronilla, Martha von Bethanien
- Bettler: Elisabeth von Thüringen, Martin von Tours
- Biene: siehe Bienenkorb
- Bienenkorb: Ambrosius, Bernhard von Clairvaux, Johannes Chrysostomos
- Birett: Johannes Nepomuk, Weltkleriker im Allgemeinen
- Blitze: Donatus von Münstereifel
- Blumenkorb: Dorothea
- Blumenkranz im Haar: Dorothea
- blutende Kopfwunde: Petrus Martyr
- Boot: Torpes von Pisa
- Bratrost: Laurentius von Rom
- Brot: Elisabeth von Thüringen, Rochus von Montpellier, Hedwig von Andechs
- Brüste auf einer Schale: Agatha von Catania

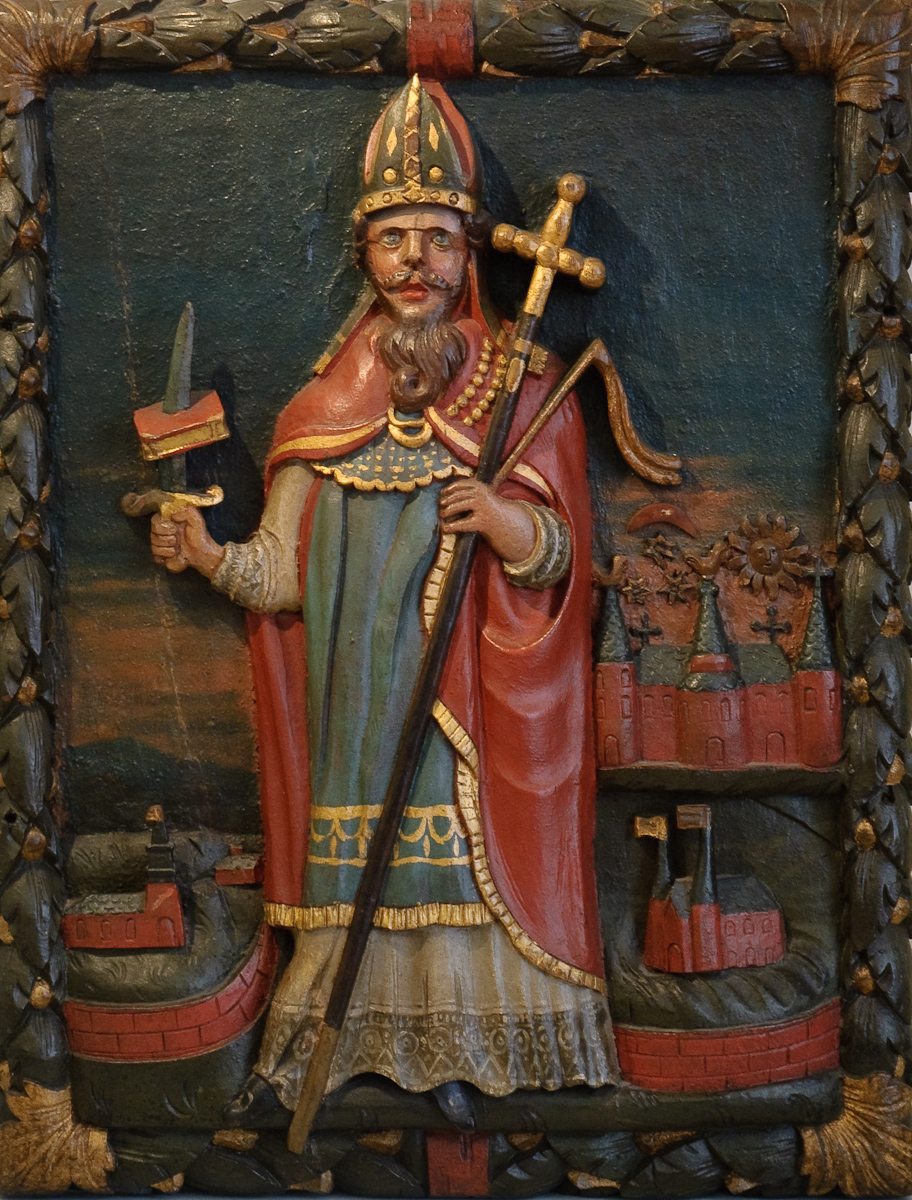
Bonifatius mit durchbohrtem Buch

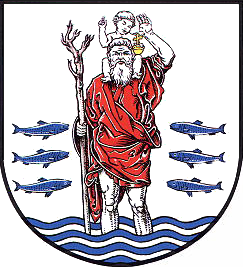
Christophorus mit Christuskind und Wanderstab

- Buch: Paulus von Tarsus, Willibald von Eichstätt (Regel des Benedikt), Ulrich von Augsburg (Evangeliar), José de Anchieta, Nikolaus von Myra
- Buch, durchbohrt: Bonifatius
- Buch mit Augen: Odilia von Köln, Odilia
- Buch in der Hand, die Jungfrau Maria das Lesen lehrend: Anna,
- Chorhemd: Johannes Nepomuk, Stanislaus Kostka
- Dornenkrone: Katharina von Siena, Ludwig der Heilige
- Drache im Kampf: Michael (auch Waage), Georg, Beatus
- Drache zahm: Margareta von Antiochia, Magnus von Füssen, vor allem ostkirchlich auch Barbara von Nikomedien
- Fahne: Mauritius
- Falke: Tryphon, Bavo
- Fass: Otmar; Salzfässchen: Rupert von Salzburg
- Federkiel, Buch: Teresa von Ávila
- Feuer: Afra von Augsburg; in der Hand: Vinzenz Ferrer; Hand über dem Feuer Menas; im Feuer stehend Antonius der Große
- Fisch: Andreas, Ulrich
- Fisch mit Ring: Mungo
- Fisch mit Schlüssel: Benno
- Frucht- oder Blumenkorb: Dorothea
- Gans: Martin von Tours
- Gefangener: Leonhard
- Geldstück oder Geldschatulle: Corona
- Georgskreuz: Georg
- Glöckchen: Antonius der Große, Peter von Betancurt

- drei Goldkugeln: Nikolaus

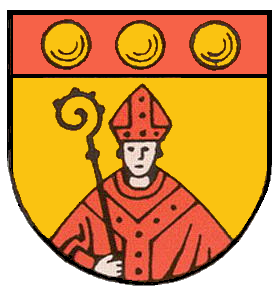
Nikolaus mit drei Goldkugeln

Vitus (Veit) im Kessel

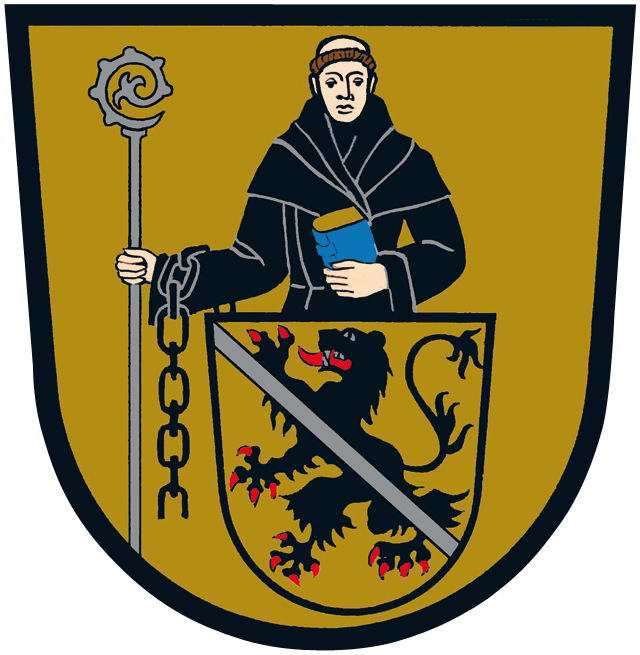
Leonhard mit gesprengter Kette

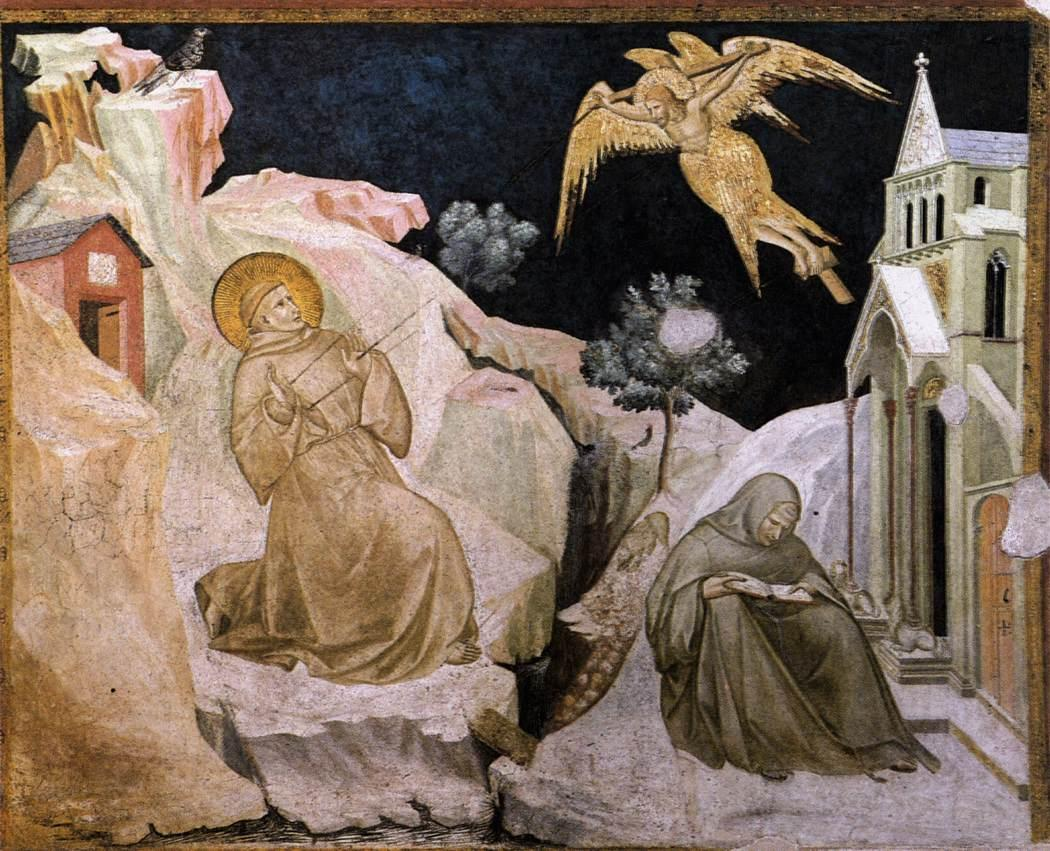
„Seraphischer Kruzifixus“ bei der Stigmatisierung des heiligen Franziskus

Dionysius mit seinem Haupt in der Hand

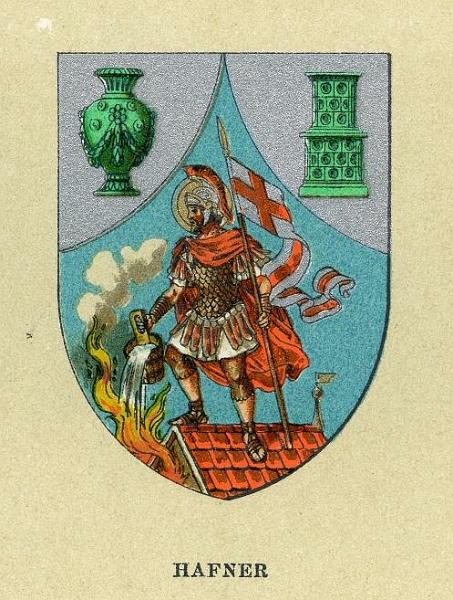
Florian beim Löschen eines Brandes

- Hahn: Petrus, Vitus, Torpes von Pisa
- Haus brennend: Florian[2]
- Haut abgezogen: Bartholomäus
- heilige Kommunion: Tarzisius, Thomas von Aquin
- Hellebarde: Matthäus, Matthias
- Herz mit Flammen: Augustinus, Franz Xaver, Margareta Maria Alacoque, Gertrud von Helfta
- Herz mit Kreuz: Katharina von Siena
- Herz, von einem Pfeil durchbohrt: Augustinus von Hippo
- Hirschkuh: Ägidius
- Hirsch mit Kreuz im Geweih: Eustachius, Hubertus
- Hirtenstab: Wendelin
- Hörner bzw. Höcker am Kopf: Mose
- Holzschuhe: Servatius von Tongern
- drei Hostien über einem Kelch: Maternus von Köln[3]
- Hund: Bernhard von Clairvaux, mit Brot: Rochus von Montpellier, Torpes von Pisa, Benignus von Dijon, mit brennender Fackel: Dominikus
- IHS auf der Brust: Ignatius von Loyola
- Jesuskind: Josef, Antonius von Padua, Christophorus (Kind auf der Schulter)
- Jungfrauen unter dem Mantel: Ursula von Köln
- drei Jungfrauen: Nikolaus von Myra
- Kamele: Menas
- Kamm: Verena
- Kanone: Barbara
- Kardinalshut: Hieronymus, Karl Borromäus
- Kelch: Barbara, mit Jesuskind: Alto, mit Schlange: Johannes (Apostel), zersprungen  oder mit Schlange: Benedikt von Nursia, mit Spinne: Konrad von Konstanz
- Kerzen, gekreuzt: Blasius
- Kessel: Vitus, Johannes (Evangelist), Laura von Córdoba
- Kette: Leonhard
- Keule: Judas Thaddäus, Jakobus Minor
- Kirchenmodell: Eleutherius von Tournai[4]
- Kirchenmodell (mit drei Kirchenmodellen oder mit drei Türmen oder drei Apsiden): Maternus von Köln[3]
- Klostermodell: Leopold III. (Österreich)[5]
- Kopf, abgeschlagen: auf einer Platte oder in einer Schüssel: Johannes der Täufer, in der Hand: Dionysius von Paris, Alban von Mainz
- Korb mit Blumen: Dorothea
- Kreuz: Georg, Helena, Matthias, Petrus, José de Anchieta
- Kreuz, T-förmig: Antonius der Große
- Kreuz, X-förmig: Andreas
- Kreuz mit drei Querbalken: Petrus
- Kreuz mit Leidenswerkzeugen: Bernhard von Clairvaux
- Kreuz mit geflügeltem Christus („Seraphischer Kruzifixus“ in Form eines Seraphen): Franz von Assisi
- Kreuzstab: Philippus
- Krug: Verena
- Kruzifix: Johannes Nepomuk, Maria Magdalena, allgemein bei Heiligen, die Priester oder Ordensleute waren
- Kübel mit Wasser: Florian[2]

- Lamm: Agnes, Johannes der Täufer

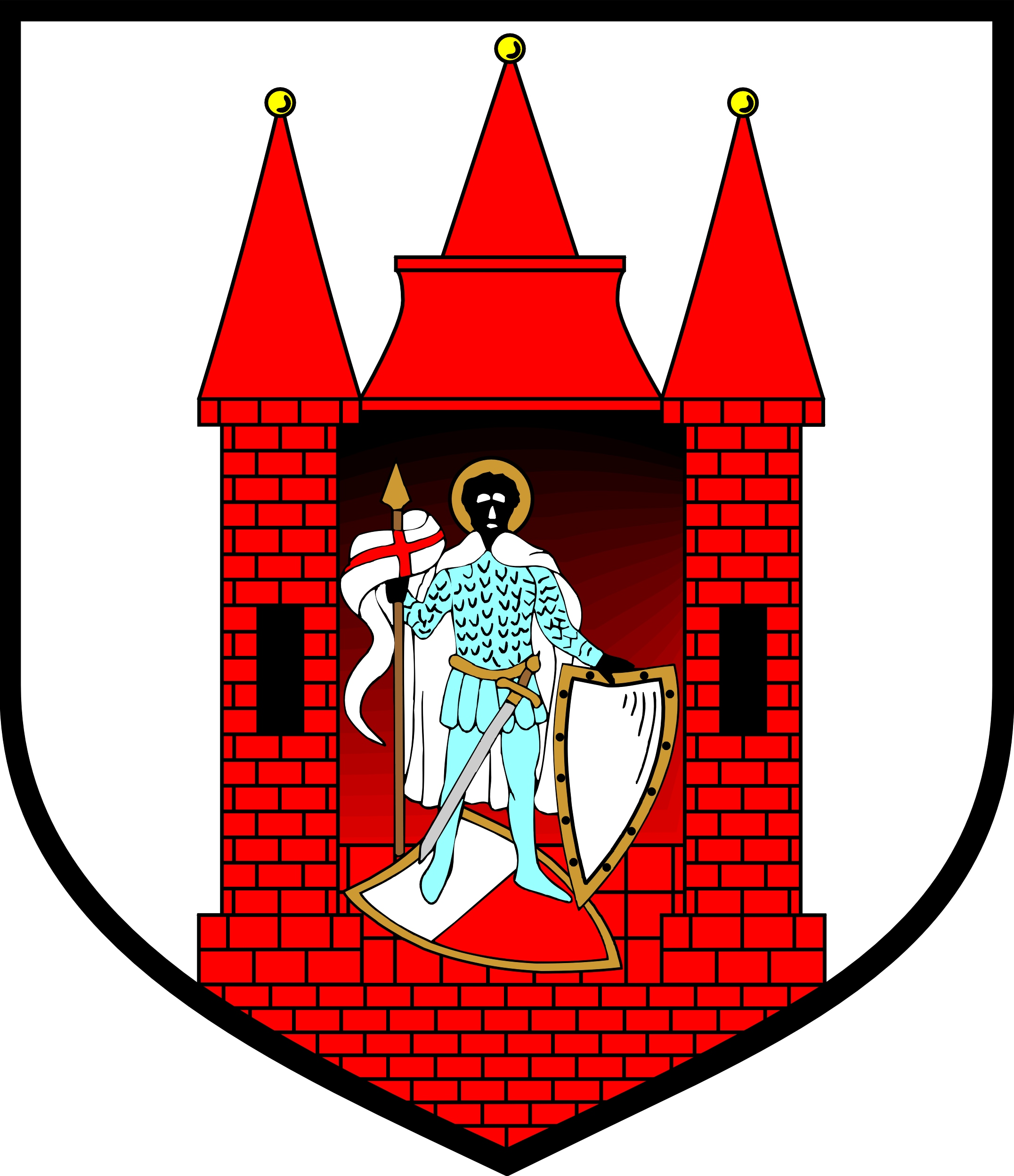
Mauritius, gewappnet mit Schild und Lanze

Markuslöwe im Wappen von Venedig

Barbara mit Turm und Märtyrerpalme

- Lanze: Mauritius, Thomas, Cordula, Benignus von Dijon, Peter von Betancurt (Lanze des kanarischen Bauern)
- Leiter: Emmeram von Regensburg
- Lilie: Antonius von Padua, Josef, Kasimir, Klara von Assisi, mehrere Lilien: Maria Goretti
- Löwe: Hieronymus, Martina, Tatjana von Rom, Daria
- Löwe (geflügelt): Markus
- Mantel auf Sonnenstrahl: Lukan von Säben
- Mantel mit Schwert: Martin von Tours
- Mäuse am Gewand oder am Äbtissinnenstab: Gertrud von Nivelles
- Messer: Bartholomäus, Alto, Abraham, Maria Goretti
- geflügelte menschliche Gestalt: Matthäus
- Monstranz: Norbert, Klara von Assisi
- Mozetta, meist aus Fell: Johannes Nepomuk
- Mühlstein: Florian von Lorch[2], Quirinus von Siscia
- Muschel: Jakobus der Ältere, Jodokus, Sebaldus von Nürnberg, mit Muschel taufend: Franz Xaver
- Musikinstrumente: Cäcilia
- Nagel: Hände auf den Kopf genagelt: Pantaleon (Heiliger)
- Netz: Blandina
- Ölfläschchen: Walburga[1]
- Ofen: Eulalia von Mérida, Victor von Mailand
- Orgel: Cäcilia
- Pestmal: Rochus
- Pfeil: Philomena von Rom
- Pfeile in der Hand: Ursula von Köln. Christina von Bolsena

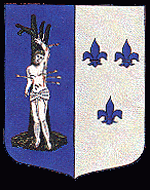
Sebastian, von Pfeilen durchbohrt

Laurentius mit dem Rost und Märtyrerpalme

- Pfeile im Körper: Sebastian, Ägidius
- Pflug: Isidor von Madrid
- Pilgerflasche, -hut, -stab oder -tasche: Jakobus der Ältere, Jodokus
- Pinienzapfen: Afra von Augsburg
- Posaune: Hieronymus
- Putto mit Schweigegestus: Johannes Nepomuk
- Rabe: Benedikt, Oswald
- Ratten: Gertrud von Nivelles
- Rad: Georg, Katharina von Alexandrien, Martin
- Rationale: Willibald von Eichstätt
- Rebmesser: Morandus
- Rind oder Färse (wild), Felicitas und Perpetua
- Rosen: Dorothea, Elisabeth von Thüringen, Therese von Lisieux, Rosa von Lima, Cäcilia von Rom
- Rosenkranz: Dominikus, Kasimir, Niklaus von Flüe, Rosa von Lima
- Rost: Laurentius von Rom, Blandina, Fides von Agen
- Rotkehlchen: Mungo
- Säge: Josef, Simon Zelotes
- Salbgefäß: Maria Magdalena, Afra von Augsburg, Walburga
- Schafe weidend: Regina, Margareta von Antiochia
- Schafsfell als Gewand (auch in der Gestalt eines Knaben): Johannes der Täufer
- Schale mit Augen: Lucia von Syrakus
- Schale mit Brüsten: Agatha von Catania
- Schaufel: Isidor von Madrid
- Schafott: Märtyrinnen von Compiègne
- Schiff: Nikolaus, Ursula von Köln, Gertrud von Nivelles, brennend: Restituta von Afrika
- Schild: Mauritius

Petrus mit Schlüssel, Evangeliar und Hahn

- Schlüssel: Petrus (Schlüssel Petri, auch zwei gekreuzte Schlüssel in silber und gold), Petronilla, Servatius von Tongern
- Schriftrolle: Leonid von Optina
- Schuhe in der Hand, barfuß Hedwig von Schlesien
- Schuhmachers Stähle: Crispinus und Crispinianus
- Schwamm, der über einem Gefäß mit Blut ausgedrückt wird: Praxedis
- Schwan: Hugo von Lincoln
- Schwein: Antonius der Große
- Schweißtuch: Veronika
- Schwert: enthauptete Märtyrer, Agnes, Katharina von Alexandrien, Pankratius, Paulus, Barbara, Kilian, Jakobus der Ältere, Perpetua und Felicitas
- Schwert und Bohrer: Leodegar von Autun
- Sichel: Notburga von Rattenberg
- Sonne auf der Brust: Thomas von Aquin
- Spaten: Isidor von Madrid, Kastulus
- Standarte, Kreuz mit rotem Längs- und weißem Querbalken: Odilia von Köln
- Stein in der Hand: Hieronymus
- Steine auf Buch: Liborius
- Steine in der Hand: Stephanus, Tarzisius
- fünf Sterne: Johannes Nepomuk
- Stier (geflügelt): Lukas
- Stiere: Blandina, Kalbin: Perpetua
- Stigmata: Franz von Assisi, Katharina von Siena
- Strick um den Hals: Theodor van der Eem
- Strick in der Hand: Beatrix von Rom

Antonius mit Antoniuskreuz und Schwein

Rochus mit entblößtem Pestmal und Hund, der ihm Brot bringt

- Taube: Gregor der Große, Thomas von Aquin, Teresa von Avila, Scholastika, Julia von Korsika, Eulalia von Mérida, Adelgundis
- zwei Tauben: Joachim
- Taufbecken: Vinzenz
- Teufel: Antonius der Große, Juliana von Nikomedia, Margareta von Antiochia, Cyriacus, Juliana von Nikomedia
- Totenschädel: Hieronymus, Maria Magdalena, Rosalia
- Turm: Barbara
- Vögel: Franz von Assisi
- Waage: Michael (auch Drache)
- Walkerstange: Jakobus der Jüngere
- Wanderstab: Christophorus
- Weinfass: Otmar
- Weinstock, Weintraube: Urban I., Urban von Langres, Morandus
- Winde: Erasmus
- Winkel: Thomas, Josef
- Wolf: Franz von Assisi
- Wundmale Christi: Franz von Assisi, Katharina von Siena
- Zahn: Apollonia
- Zange: Agatha, Dunstan von Canterbury, mit Zahn oder Zähnen: Apollonia
- Zimmermannswerkzeuge: Josef von Nazaret
- Zunge: Johannes Nepomuk